# Пушкин Завод
Пушкин Завод — исчезнувшая деревня в Алькеевском районе Республики Татарстан Российской Федерации. Ныне — урочище на территории Шибашинского сельского поселения. 

## География
Располагалась на реке Юхмачка. В 10,5 километрах от села Русские Шибаши, в 36 километрах от Нижнего Алькеево и в 190 километрах от Казани.

## История
Основана в середине XIX века, как владельческий выселок Юхмачинская Пустошь. На 1859 год население составляло 40 человек (19 мужчин и 21 женщина) - проживали в шести дворах. Функционировал поташный завод. До 1917 года деревня входила в состав Юхмачинской волости, Спасского уезда, Казанской губернии.